# Жатецкий хмель
Жатецкий хмель — разновидность хмеля, широко используемая в пивоварении. Названа по чешскому городу Жатец, который является центром исторического региона её выращивания. Другое название этой разновидности хмеля, саазский хмель, происходит от немецкого названия того же города — Saaz (Зац, Сааз).
Жатецкий хмель был ключевым ингредиентом для создания в 1840-х годах в Богемии пильзнера (наиболее распространённый вид пива низового брожения). Этот хмель продолжает оставаться неотъемлемой составляющей производства классического пильзнера. По состоянию на 2010 год на жатецкий хмель приходится более 80 % совокупного производства хмеля в Чехии.
Хмелеводство в Чехии начало активно развиваться в XV—XVI веках, уже в то время регион вокруг Жатеца с его красной, насыщенной железом почвой играл ключевую роль в этой области сельского хозяйства. Жатецкая разновидность хмеля, полученная примерно в этот период чешскими хмелеводами путём сложной селекционной работы, до сих пор остаётся популярной среди пивоваров Чехии и других стран. Большинство других разновидностей хмеля, выращиваемых в Чехии, созданы именно на основе жатецкого.
Жатецкий хмель имеет общепризнанный статус ключевого ингредиента высококачественного пива низового брожения и обязательной составляющей классического пильзнера. Поэтому производители пива иногда указывают в рекламных материалах информацию о применении именно этого вида хмеля. Отсюда происходит название пивного напитка «Жатецкий Гусь», который производит российская компания «Балтика».